# ロバート・ウィン＝キャリントン (初代リンカンシャー侯爵)
初代リンカンシャー侯爵チャールズ・ロバート・ウィン＝キャリントン（英: Charles Robert Wynn-Carrington, 1st Marquess of Lincolnshire, KG, GCMG, PC, DL, JP、1843年5月16日 - 1928年6月13日）は、イギリスの貴族、政治家（自由党所属）。
1868年に「キャリントン男爵」を相続し、1895年に「キャリントン伯爵」へ、1912年に「リンカンシャー侯爵」へそれぞれ叙された。

## 経歴
ロンドンのホワイトホールで、第2代キャリントン男爵ロバート・キャリントンの長男として生まれた。母親のシャーロッテ・オーグスタ・ドラモンド＝ウィラビーは第22代ウィラビー・ドゥ・アーズビー男爵ピーター・ドラモンド＝バレルの娘で、キャリントンの二人目の妻であった。なお出生時の姓は「Carrington」であったが、勅許を得て1880年に「Carington」へ、さらに1896年に「Wynn-Carrington」へ改めている。
イートン・カレッジを経てケンブリッジ大学トリニティ・カレッジで学び、1864年に学士号（B.A.）を取得。1879年に母親が死去したため、世襲職である式部卿（Lord Great Chamberlain; 式部長官）の一人となる。
1865年から襲爵により貴族院へ移る1868年までバッキンガムシャー州ハイ・ウィカム選挙区選出の自由党所属庶民院議員。
ウィリアム・グラッドストンの下で1881年から1885年まで近衛兵のジェントルマン・アット・アームス隊長を務め、また1881年には枢密顧問官に列せられた。
1885年にニューサウスウェールズ植民地総督に任命され、1890年までシドニーへ赴任。帰国後、グラッドストンと第5代ローズベリー伯爵アーチボルド・プリムローズの下で1892年から1895年まで王室侍従長（Lord Chamberlain; 宮内長官）を務めた。1895年に「カウンティ・オヴ・バッキンガムにおけるチェッピング・ウィカムのウェンドーヴァー子爵（Viscount Wendover, of Chepping Wycombe in the County of Buckingham）」および「キャリントン伯爵（Earl Carrington）」に叙された。
1905年に自由党が政権を奪還すると、サー・ヘンリー・キャンベル＝バナマンやハーバート・ヘンリー・アスキスの下で1905年から1911年まで農漁庁長官（President of the Board of Agriculture）として、1911年から1912年まで王璽尚書として入閣した。この間1906年にガーター勲章を授けられ、1912年の退任後に「リンカンシャー侯爵（Marquess of Lincolnshire）」に叙された。
1928年6月13日にバッキンガムシャー州ハイ・ウィカムのドウズ・ヒル・ハウスで死去。唯一の男子であったウェンドーヴァー子爵チャールズ・ロバート・ウィン＝キャリントンが第一次世界大戦で戦死していたため、キャリントン伯爵位とリンカンシャー侯爵位は断絶し、キャリントン男爵位のみが弟のルパート・キャリントンによって相続された。

## 栄典

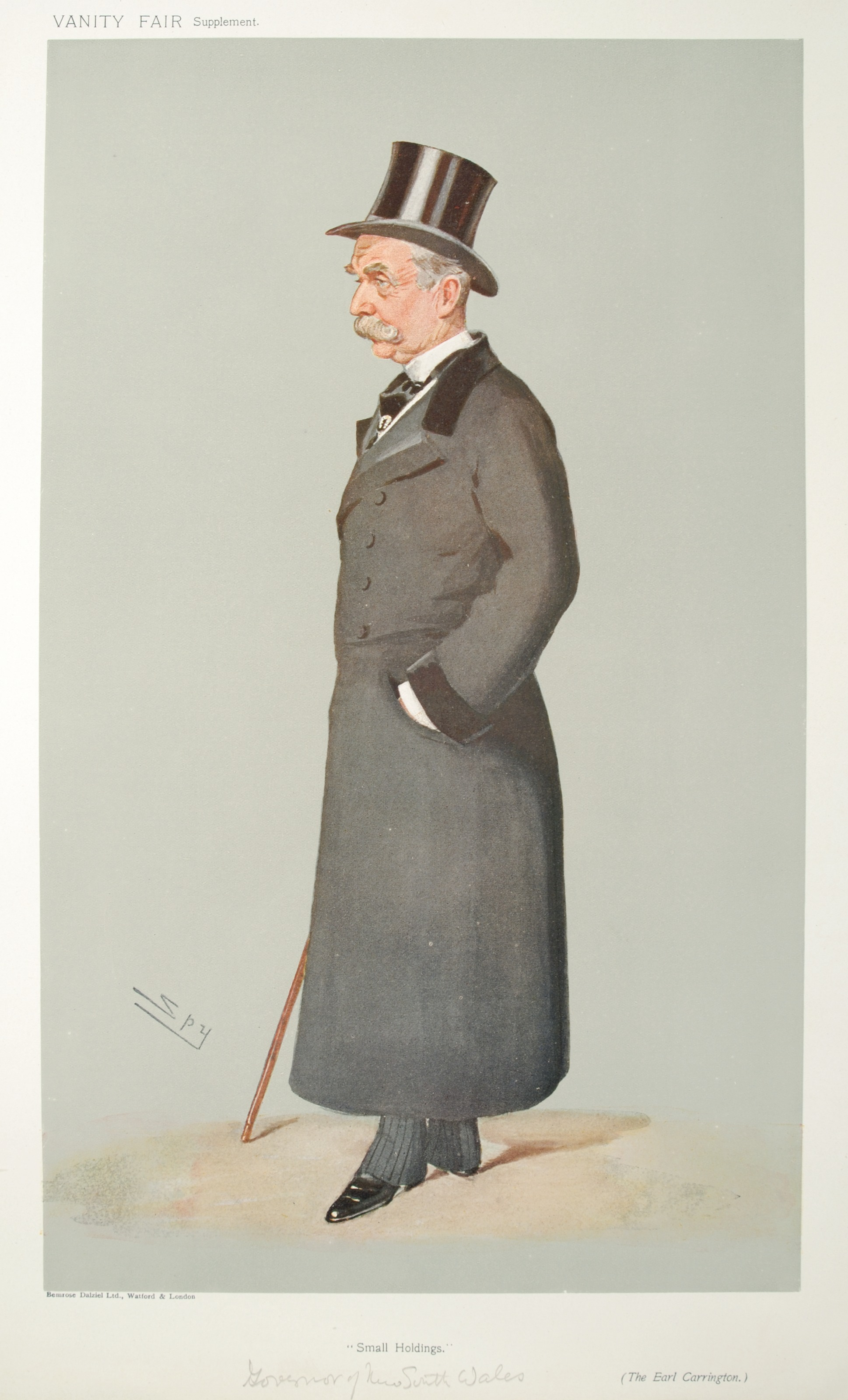
1907年の『バニティ・フェア』誌に描かれた似顔絵

### 爵位
- 1868年3月1日、第3代キャリントン・オブ・アプトン男爵（1797年創設グレートブリテン貴族爵位）[2]
- 1868年3月1日、第3代キャリントン・オブ・バルコット・ロッジ男爵（1796年創設アイルランド貴族爵位）[2]
- 1895年7月16日、初代キャリントン伯爵（連合王国貴族爵位）[2]
- 1895年7月16日、初代ウェンドオーバー子爵（連合王国貴族爵位）[2]
- 1912年2月26日、初代リンカンシャー侯爵（連合王国貴族爵位）[2]

### 勲章
- 1885年6月9日、聖マイケル・聖ジョージ勲章ナイト・グランド・クロス勲爵士（GCMG）[2]
- 1906年10月15日、ガーター勲章士（KG）[2]

### 名誉職その他
- 1881年7月15日、枢密顧問官（PC）[2]
- バッキンガムシャー副統監（DL）[2][6]
- バッキンガムシャー治安判事（JP）[2][6]

## 家族
第5代サフィールド男爵チャールズ・ハーボードの娘であるセシリア・マーガレット・ハーボードと1878年7月15日にロンドン・ホワイトホールのチャペル・ロイヤルで結婚した。彼女との間に以下の一男五女をもうけた。
- レディ・マージョリー・セシリア・ウィン＝キャリントン （1880年 - 1968年） - 第2代ナンバーンホルム男爵（英語版）チャールズ・ウィルソン（英語版）夫人
- レディ・アレグザンドラ・オーガスタ・ウィン＝キャリントン （1881年 - 1955年） - William Llewellyn Palmer夫人
- レディ・ルパータ・ウィン＝キャリントン （1883年 - 1963年） - 第7代ダートマス伯爵ウィリアム・レッゲ（英語版）夫人
- レディ・ジュディス・シドニー・ミー・ウィン＝キャリントン （1889年 - 1928年） - 第9代アルベマール伯爵ウォルター・ケッペル（英語版）夫人
- レディ・ヴィクトリア・アレグザンドラ・ウィン＝キャリントン （1892年 - 1966年） - 寝室付女官（英語版）。Nigel Walter Legge-Bourke夫人、後エドリック・アルフレッド・セシル・ウェルド＝フォレスター夫人
- ウェンドーヴァー子爵アルバート・エドワード・サミュエル・チャールズ・ロバート・ウィン＝キャリントン （1895年 - 1915年）

## 註釈
1. ↑  式部卿を世襲する人物は複数人いるが、儀式において実際に活動するのは一名である。リンカンシャーは1910年から1928年まで式部卿職を務めた。